# Hvozdnice (Moravice)
Die Hvozdnice (deutsch Hoßnitz, früher Hasnitz) ist ein linker Nebenfluss der Moravice in Tschechien.

## Verlauf
Die Hvozdnice entspringt drei Kilometer südwestlich von Horní Benešov im Niederen Gesenke am Westhang des Křib (644 m). Der Bach fließt zunächst nach Süden, wendet sich aber bei Leskovec nad Moravicí in östliche Richtung. Entlang der Hvozdnice liegen die Ortschaften Bohdanovice, Jakartovice, Hlavnický Mlýn, Mladecko, Luhy, Pilný Mlýn, Dolní Životice, Štáblovický Mlýn, Slavkov, Trní und Otice. Östlich von Otice wird die Hvozdnice von der Bahnstrecke Opava východ–Hradec nad Moravicí und der Staatsstraße I/57 zwischen Opava und Hradec nad Moravicí überbrückt. Nach 36,2 Kilometern mündet der Bach zwischen Branka u Opavy und Kylešovice am Stadtrand von Opava in die Moravice.
Zwischen Jakartovice und Otice folgt die Bahnstrecke Opava východ–Horní Benešov dem Lauf der Hvozdnice.

## Natur
Der Abschnitt zwischen Štáblovický Mlýn und Slavkov mit den Teichen Jankův rybník, Vrbovec und Hvozdnice ist auf einer Fläche von 56,24 ha als Naturschutzgebiet Hvozdnice geschützt. Einen halben Kilometer unterhalb davon befindet sich am westlichen Ortsausgang von Otice das Naturschutzgebiet Otická sopka. 1988 wurde in diesem Gebiet der Naturlehrpfad Hvozdnice angelegt.

## Zuflüsse
- Jamník (l), unterhalb Leskovec nad Moravicí
- Heřmanický potok (l), Jakartovice
- Jordán (r), Mladecko
- Litultovický potok (l), Dolní Životice
- Mikolajický potok (r), bei Štáblovice
- Uhlířovský potok (r), Štáblovický Mlýn
- Macalka (r) bei Rybníčky